# نمل جليدي
نمل جليدي (الاسم العلمي:Formica glacialis) هو نوع من الحشرات يتبع جنس نمل الحقل من فصيلة النمليات.